# Litoria mystax
A Litoria mystax é uma espécie de anuros da família Pelodryadidae.
É encontrada na Papua-Nova Guiné.
Sabe-se muito pouco sobre essa espécie, considerando que ela só foi encontrada em uma localização específica e expedições recentes na área não encontraram indivíduos.

## Taxonomia
Litoria mystax faz parte do grupo espécie L. bicolor, que foi criado para acomodar 7 espécies da região que apresentavam características em comum.
Os outros integrantes do grupo são: Litoria cooloolensis e Litoria fallax da Austrállia; Litoria bicolor da Austrália e Papua Nova Guiné; Litoria bibonius, Litoria longicrus e Litoria contrastens da Papua Nova Guiné.